# Łucka City
Łucka City je obytná výšková budova ve Varšavě na adrese Łucka 15 v městském obvodě Wola. Je to nejvyšší obytná budova v Polsku, obsahuje 342 bytů s výměrou od 37 do 243 m².
Její výška až po střechu je 106 metrů, po vrchol 120 metrů. Má 30 poschodí, postavena byla v letech 2000 až 2004.